# BD+20°2457
BD+20°2457 — зоря, що розташована в сузір'ї Лева на відстані близько 650 світлових років від нас. У зірки виявлено два коричневих карлики.

## Характеристики
Вперше про зірку згадано в зоряному каталозі Bonner Durchmusterung (BD), складеному під керівництвом німецького астронома Ф. Аргеландера в 50-60х роках XIX ст, тому за нею закріпилося найменування BD+20°2457. Зірка належить до спектрального класу помаранчевих яскравих гігантів, вона набагато більша і яскравіша від Сонця. Її маса і діаметр дорівнюють 2,8 і 49 сонячних відповідно. Світність зірки становить 3,17 сонячної. Але, попри розміри і яскравість, температура її поверхні не перевищує 4200 градусів Кельвіна, що загалом характерно для зірок подібного класу.

## Планетна система
У червні 2009 група астрономів оголосила про відкриття одразу двох коричневих карликів у системі: BD+20°2457 b і BD+20°2457 c. Дане відкриття доводить надзвичайно швидке формування подібних субзоряних об'єктів. Відповідно до моделі, близько 10 мільйонів років тому зірка BD+20°2457 випускала надпотужне випромінювання, при якому формування великих об'єктів з протопланетного диску було неможливим. Коли інтенсивність випромінювання впала, утворилися, як мінімум, два коричневих карлики 21 і 12 мас Юпітера відповідно. Це говорить про те, що вони набирали по одній місячній масі за рік. Об'єкт b обертається на відстані 1,45 а. о., а c — на відстані 2 а. о.